# Where is Heaven
「Where is Heaven」(ホエア イズ ヘブン)は、2011年11月30日発売された石井竜也30枚目のシングル。

## 解説
2011年から2012年にかけ行われた『生誕100年ジャクソン・ポロック展』テーマソング。
初回盤と通常盤でジャケットが異なる。ジャケット写真は2形態ともミュージック・ビデオ撮影後の石井の姿。「カッコつけているわけではなく、ただ疲れ切って座っているだけ」とのこと。帽子の手形も撮影中、帽子の位置を直す際についたもの。
初回盤は「Where is Heaven」ミュージック・ビデオとコンサートツアー『MOONLIGHT ORCHESTRA』ダイジェスト映像収録DVD同梱と12頁歌詞ブックレット仕様。

## 収録曲

### DISC.1 （CD）
作詞・作曲：石井竜也
1. Where is Heaven
編曲：中崎英也
『生誕100年ジャクソン・ポロック展』テーマソング。ポロックの生き方を描いた曲。ちなみに「Heaven」は天国ではなく「安住の地」。ミュージック・ビデオは黒いつなぎを着た石井が、ポロックの技法である「アクション・ペインティング」を使い『白地に黒いアクリル絵の具を使って描いた絵』と『黒地に白いアクリル絵の具を使って描いた絵』を描くもの[2]。
2. ART IS LOVE
編曲：辰巳博成
ポロックの過激性の裏にある悲しさや欲情を描いた曲。テーマソング案として石井がはじめに作った曲だが、後日「ポロックの絵の世界観とあまりにかけ離れている」と思った石井がむっくり起きで作ったのが、表題曲「Where is Heaven」。
3. ART VANDALIZE
編曲：辰巳博成
Instrumental。
4. Where is Heaven -Instrumental-

### DISC.2 （初回盤DVD）
1. Where is Heaven Music Video
2. MOONLIGHT ORCHESTRA コンサートDVDプレビュー

## 収録アルバム
- 『石弐 〜Best of Best〜』（2015年3月25日発売） - 2ndベスト・アルバム